# Attilio Marinoni
Attilio Marinoni, né en 1892 à Lodi, et décédé le 19 juin 1940 sur l'autoroute Milan-Varese était un pilote automobile italien.

## Biographie
Après la Première Guerre mondiale, Attilio Marinoni rejoint l'écurie Alfa Romeo en tant que mécanicien, accompagnant Giuseppe Campari, vainqueur au Grand Prix de France 1924. 
En 1927, devenu pilote, il remporte la Coppa Ciano, puis entre 1928 et 1930 il gagne trois fois de suite les 24 Heures de Spa, d'abord avec Boris Ivanowski pour le compte d'Alfa Corse, puis, en indépendant avec Robert Benoist, et enfin avec Pietro Ghersi. Il participe aussi aux 24 Heures du Mans à deux reprises en 1931 et 1932 sur l'Alfa Romeo 8C (avec Goffredo Zehender la première fois), mais il doit abandonner.
De 1928 à 1931, il dispute à quatre reprises consécutives les Mille Miglia : il est deuxième en 1931 avec l'Alfa Romeo 6C 1750GStf Spider, troisième en 1930, quatrième en 1928, et sixième en 1929 (toujours avec Alfa Romeo).
Avec la Scuderia Ferrari, le bras armé d'Alfa Romeo en compétition, Marinoni se déplace sur les Grands Prix et, à l'occasion, il prend le relais en course de certains pilotes. Ainsi, lors du Grand Prix d'Italie 1932 comptant pour le championnat d'Europe des pilotes, il reprend l'Alfa Romeo 8C 2300 de Baconin Borzacchini et il termine troisième. 
Promu chef mécanicien de la Scuderia Ferrari entre 1934 et 1937, il ne se présentera plus sur la grille de départ qu'en de rares occasions, comme au Grand Prix d'Italie 1935 où, seul, il termine quatrième.
Le 19 juin 1940, il prend le volant d'une Alfa Romeo 158 expérimentale sur l'autoroute Milan-Varese, et percute à très haute vitesse un camion. Il est tué sur le coup,.

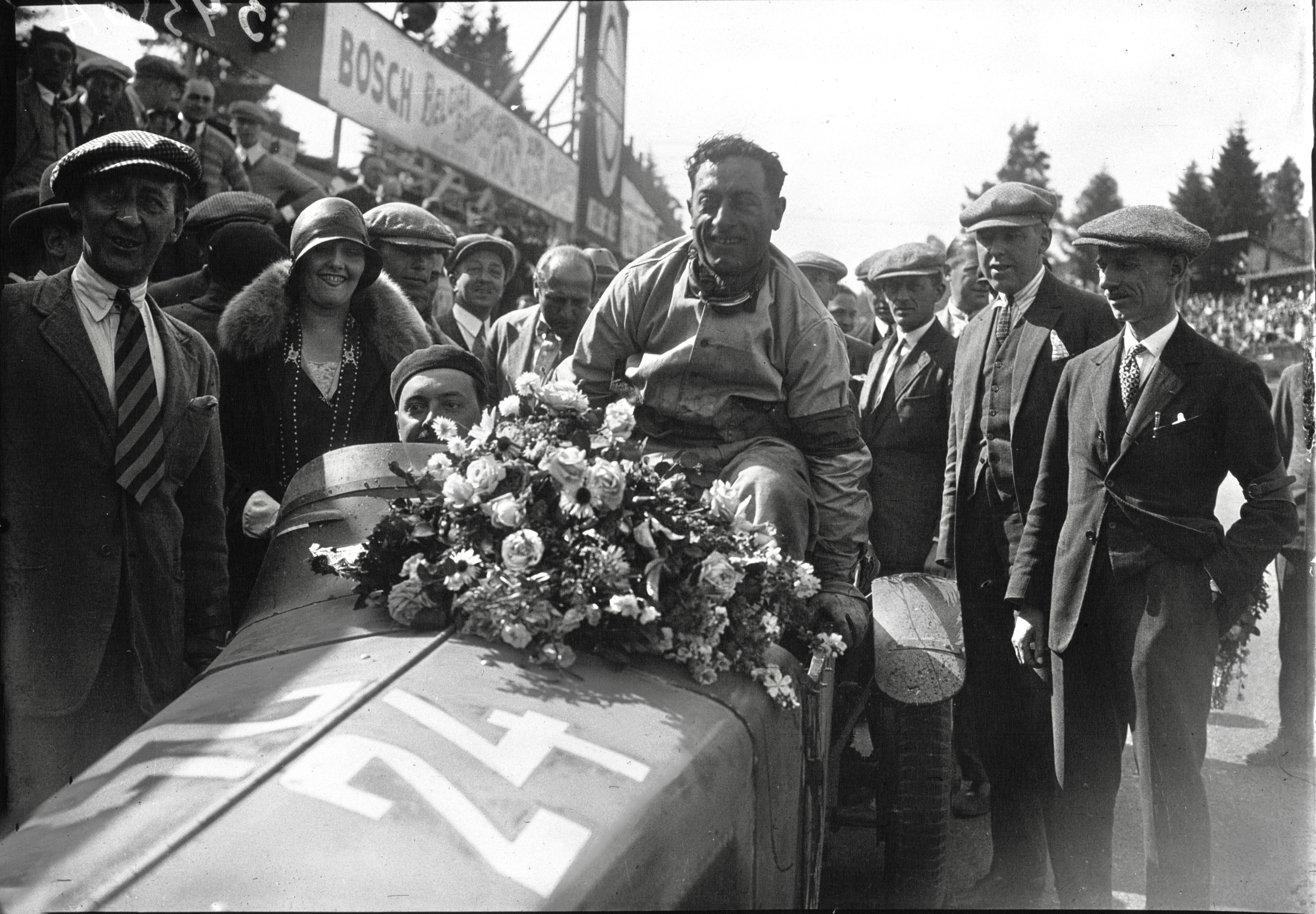
Victoire à Spa en 1928 (le russe Boris Ivanowski est au volant)
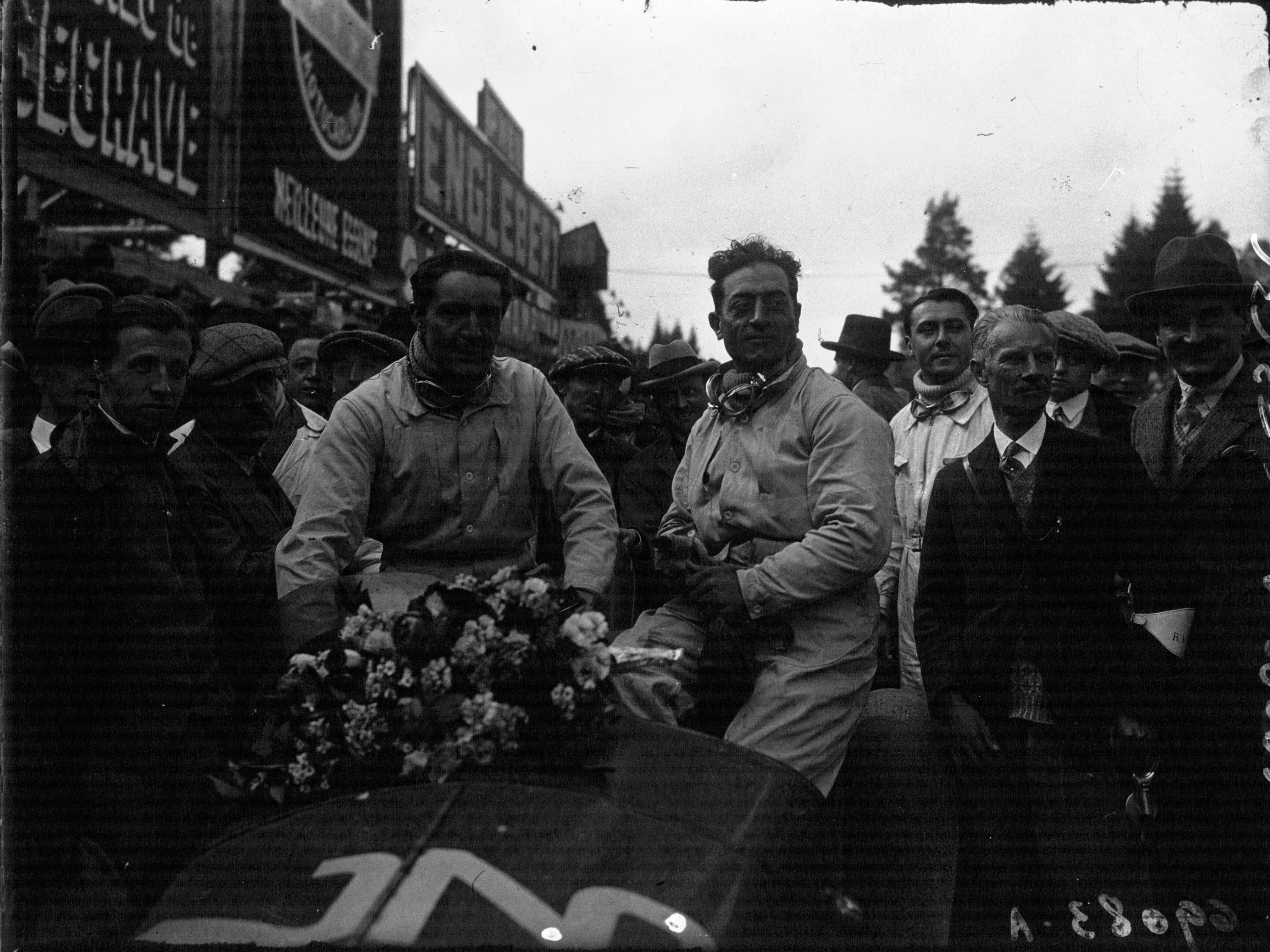
victoire à Spa en 1929 (avec Robert Benoist)
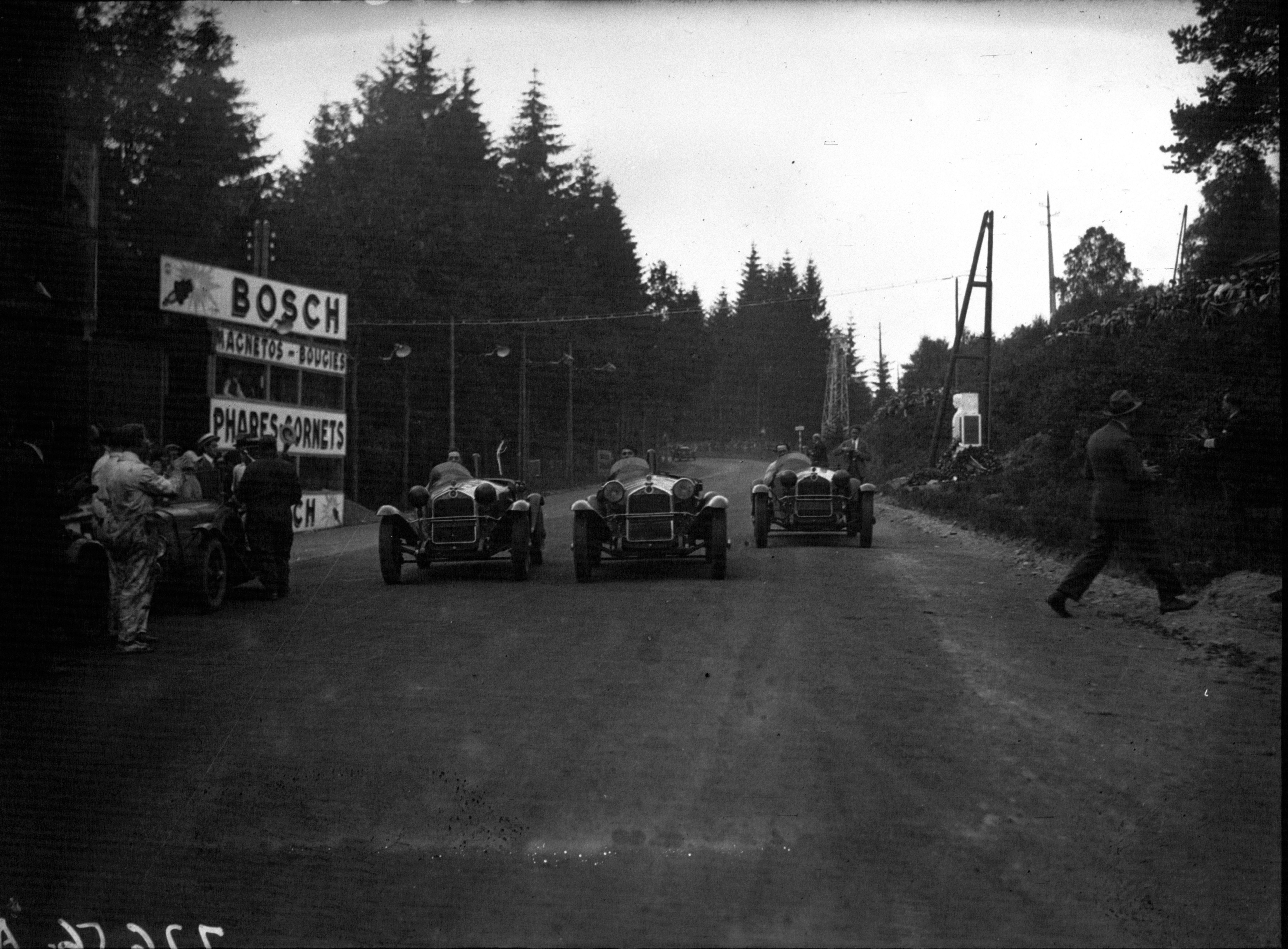
Trois Alfa Romeo 6C 1750 GS de front en 1930 à Spa (Marinoni est à gauche).